# 深水灣道
深水灣道（英語：Deep Water Bay Road）是香港島南區深水灣的一條道路，連接黃泥涌峽及香島道。全程兩線雙向行車，彎多路窄，且頗為陡峭，除與南風道連接的一段較為平坦和寬闊。在南風隧道／香港仔隧道於2016／1982年建成前，它和南風道一度是進出南區的重要通道。沿途建築物稀疏，是高尚住宅。南風道以東一段亦是灣仔區和南區區界的一部分。
目前只有南風道以東的一段深水灣道有巴士行走，以西的路段設3公噸重量限制，並不適合重型車輛行走，只有專綫小巴服務。

## 豪宅
深水灣道是許多香港富豪和名人的住所所在。當中包括：
- 3號：劉鑾雄，佔地約11640方呎，可出售面積約7298方呎
- 6號：太古地產，地盤面積約28,202平方呎，2021年1月獲屋宇署批建2幢3層高洋房，涉14,768方呎樓面
- 35號：郭鶴年家族
- 37號：霍建寧
- 51至55號：郭得勝家族(11幢收租洋房)
- 61至63號：郭得勝家族(25幢收租洋房)
- 66號：馬墉傑家族提供6座洋房，每座約2742方呎，總樓面16452方呎，
- 68號：嘉道理家族
- 70號：嘉道理家族提供5座洋房，實用面積介乎3,979至4,049平方呎
- 70號：蔡崇信
- 72號：嘉道理家族
- 75號：潘蘇通佔地2.14萬方呎，實用面積13,854方呎
- 77號：包玉剛基金
- 79號：李嘉誠
- 80號：許世勳

## 與其交滙的道路
- 淺水灣道
- 黃泥涌峽道
- 大潭水塘道
- 布力徑
- 南風道
- 深水灣徑
- 壽臣山道東
- 香島道

## 鄰近建築
- 深水灣泳灘
- 香港哥爾夫球會
- 港燈南風道開關站
- 港燈黃泥涌峽開關站

## 參看
- 深水灣
- 黃泥涌峽
- 香島道
- 香港海灘